# Maurice Poli
Maurice Poli (Zarzis, 2 dicembre 1933 – Roma, 26 aprile 2020) è stato un attore francese.

## Filmografia parziale
- La viaccia, regia di Mauro Bolognini (1961)
- La leggenda di Enea, regia di Giorgio Venturini (1962)
- Sandokan, la tigre di Mompracem, regia di Umberto Lenzi (1963)
- 7 uomini d'oro, regia di Marco Vicario (1965)
- Il grande colpo dei 7 uomini d'oro, regia di Marco Vicario (1966)
- Le due facce del dollaro, regia di Roberto Bianchi Montero (1967)
- Tom Dollar, regia di Marcello Ciorciolini (1967)
- La legge dei gangsters, regia di Siro Marcellini (1969)
- Un posto all'inferno, regia di Giuseppe Vari (1969)
- Quella dannata pattuglia, regia di Roberto Bianchi Montero (1969)
- 5 bambole per la luna d'agosto, regia di Mario Bava (1970)
- Shango, la pistola infallibile, regia di Edoardo Mulargia (1970)
- Il tredicesimo è sempre Giuda, regia di Giuseppe Vari (1971)
- Le mille e una notte all'italiana, regia di Carlo Infascelli e Antonio Racioppi (1972)
- La vita, a volte, è molto dura, vero Provvidenza?, regia di Giulio Petroni (1972)
- Il West ti va stretto, amico... è arrivato Alleluja, regia di Giuliano Carnimeo (1972)
- Lo chiamavano Tresette... giocava sempre col morto, regia di Giuliano Carnimeo (1973)
- Zanna Bianca, regia di Lucio Fulci (1973)
- La padrina, regia di Giuseppe Vari (1973)
- Cani arrabbiati, regia di Mario Bava (1974)
- Il lupo dei mari, regia di Giuseppe Vari (1975)
- Mimì Bluette... fiore del mio giardino, regia di Carlo Di Palma (1976)
- Ritornano quelli della calibro 38, regia di Giuseppe Vari (1977)
- Papaya dei Caraibi, regia di Joe D'Amato (1978)
- Amanti miei, regia di Aldo Grimaldi (1979)
- La cameriera seduce i villeggianti, regia di Aldo Grimaldi (1980)
- Roma. L'antica chiave dei sensi, regia di Lorenzo Onorati (1984)
- Malombra, regia di Bruno Gaburro (1984)
- Maladonna, regia di Bruno Gaburro (1984)
- Il peccato di Lola, regia di Bruno Gaburro (1985)
- Il piacere, regia di Joe D'Amato (1985)
- The Black Cobra, regia di Stelvio Massi (1986)
- Penombra, regia di Bruno Gaburro (1986)
- Mercenari dell'apocalisse, regia di Leandro Lucchetti (1987)
- Urban Warriors, regia di Giuseppe Vari (1987)
- Fuoco incrociato, regia di Alfonso Brescia (1988)
- Quando Alice ruppe lo specchio, regia di Lucio Fulci (1988)
- Non avere paura della zia Marta, regia di Mario Bianchi (1988)
- Scheggia di vento, regia di Stefania Casini (1988) film TV
- Massacre, regia di Andrea Bianchi (1989)
- Miami Cops, regia di Alfonso Brescia (1989)
- Casa di piacere, regia di Alex Damiano (Bruno Gaburro) (1989)
- Hansel e Gretel, regia di Giovanni Simonelli (1990)
- Detective Malone, regia di Umberto Lenzi (1991)
- Ritorno dalla morte - Frankenstein 2000, regia di Joe D'Amato (1992)
- Le occasioni di una signora perbene, regia di Pasquale Fanetti (1993)
- Delitti a luce rossa, regia di Pasquale Fanetti (1996)
- La main noire, regia di Éric Cherrière (2004) cortometraggio
- Crazy Blood, regia di Gaetano Russo (2006)
- Cruel, regia di Éric Cherrière (2014)

## Doppiatori italiani
- Pino Locchi in La leggenda di Enea, Le due facce del dollaro, La legge dei gangsters
- Silvano Tranquilli in Un posto all'inferno, Il tredicesimo è sempre Giuda
- Giuseppe Rinaldi in Tom Dollar
- Luciano De Ambrosis in 5 bambole per la luna d'agosto
- Sergio Tedesco in Shango, la pistola infallibile
- Riccardo Mantoni in Sandokan la tigre di Mompracem
- Renato Cecchetto in Cani arrabbiati
- Roberto Draghetti in Cani arrabbiati (ridoppiaggio 2002)
- Manlio De Angelis in Il lupo dei mari